# Sangaree (Carolina del Sur)
Sangaree es un lugar designado por el censo ubicado en el condado de Berkeley, en el estado estadounidense de Carolina del Sur. La localidad en el año 2010 tiene una población de 8.220 habitantes. 

## Geografía
Sangaree se encuentra ubicado en las coordenadas 33°1′59.08″N 80°7′29.42″O / 33.0330778, -80.1248389. 